# Evangelische Kirche der Pfalz (Protestantische Landeskirche)
Die Evangelische Kirche der Pfalz (Protestantische Landeskirche) ist eine von 20 Gliedkirchen (Landeskirchen) der Evangelischen Kirche in Deutschland (EKD) und Mitglied der Konferenz der Kirchen am Rhein. Wie alle Landeskirchen ist sie eine Körperschaft des öffentlichen Rechts und hat ihren Sitz in Speyer. Die Kirche hat (Stand: Dezember 2023) 443.607 Gemeindemitglieder (30,6 % der Gesamtbevölkerung) in 395 Kirchengemeinden (jeweils Stand 2020:) und ist eine der unierten Kirchen innerhalb der EKD.
Hauptkirche der Evangelischen Kirche der Pfalz ist die Gedächtniskirche in Speyer. Die Landeskirche unterhält eine Evangelische Akademie in Speyer.

## Gebiet der Landeskirche
Das Gebiet der Evangelischen Kirche der Pfalz (Protestantische Landeskirche) umfasst das historische Gebiet der Pfalz, welche bis 1945 zu Bayern gehörte und deren Gebiet – in den bis 1920 bestehenden Grenzen – seit 1946 Bestandteil der Länder Rheinland-Pfalz und des Saarlandes ist. Die rheinland-pfälzischen Teile bildeten bis 1968 einen eigenständigen Regierungsbezirk Pfalz, der die kreisfreien Städte Frankenthal (Pfalz), Kaiserslautern, Landau, Ludwigshafen, Neustadt an der Weinstraße, Pirmasens, Speyer und Zweibrücken sowie die Landkreise Bad Bergzabern, Frankenthal, Germersheim, Kaiserslautern, Kirchheimbolanden, Kusel, Landau in der Pfalz, Ludwigshafen am Rhein, Neustadt an der Weinstraße, Pirmasens, Rockenhausen, Speyer und Zweibrücken umfasste. Im Saarland gehören zum Gebiet der Evangelischen Kirche der Pfalz der gesamte Saarpfalz-Kreis, mit Ausnahme des früher preußischen St. Ingberter Stadtteils Rentrisch, sowie zusätzlich die Orte Ensheim (Saarbrücken) und Eschringen (heute Stadtteile von Saarbrücken), Schnappach (Stadtteil von Sulzbach), die beide bis 1974 zum Kreis St. Ingbert gehörten, und die heute zur Kreisstadt St. Wendel (bis 1947 zum pfälzischen Kreis Kusel) gehörenden Ostertal Osterbrücken, Hoof, Niederkirchen, Bubach, Marth und Saal, sowie Haupersweiler, Seitzweiler, Oberkirchen und Schwarzerden.

## Geschichte

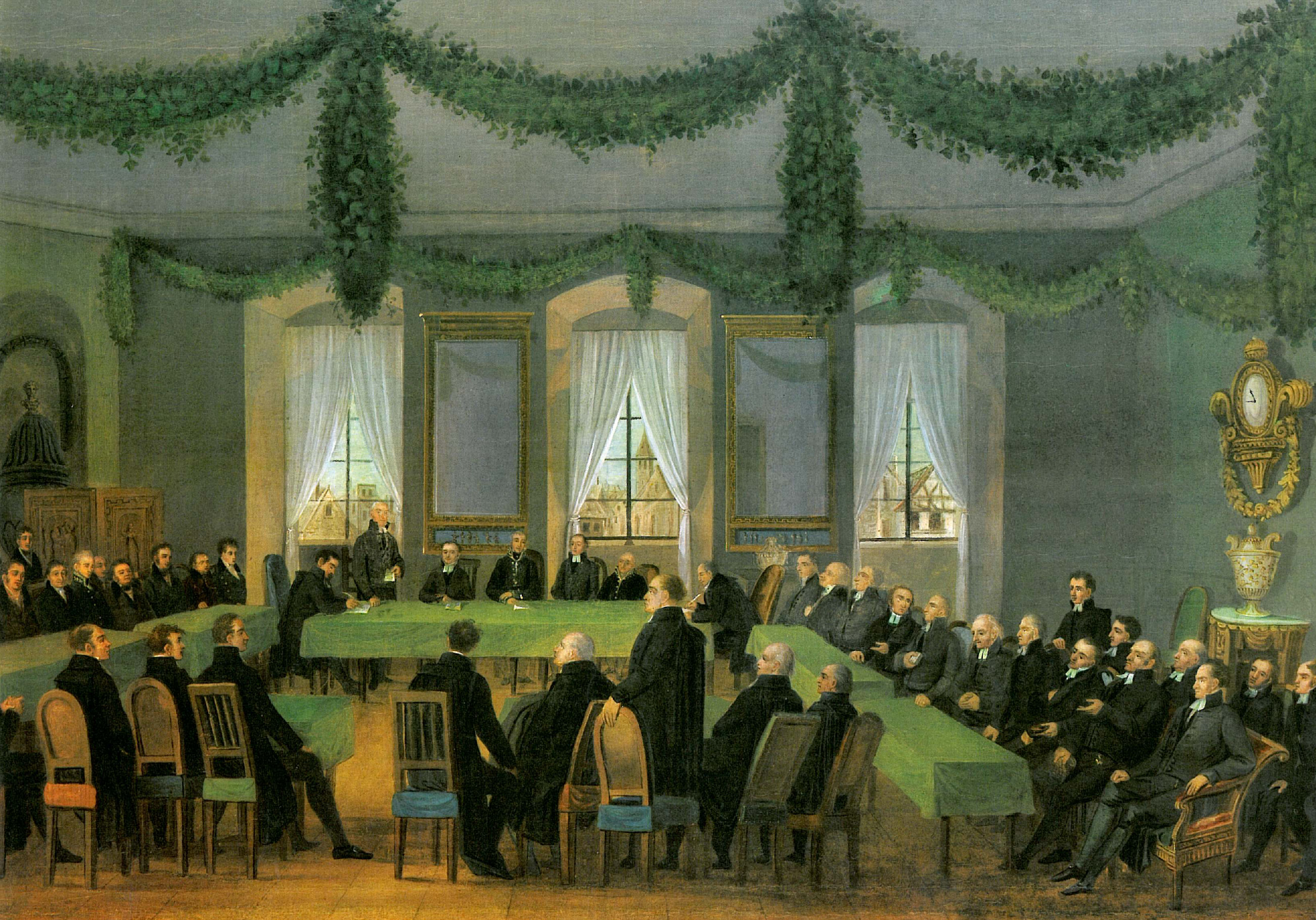
Unionssynode 1818 in Kaiserslautern

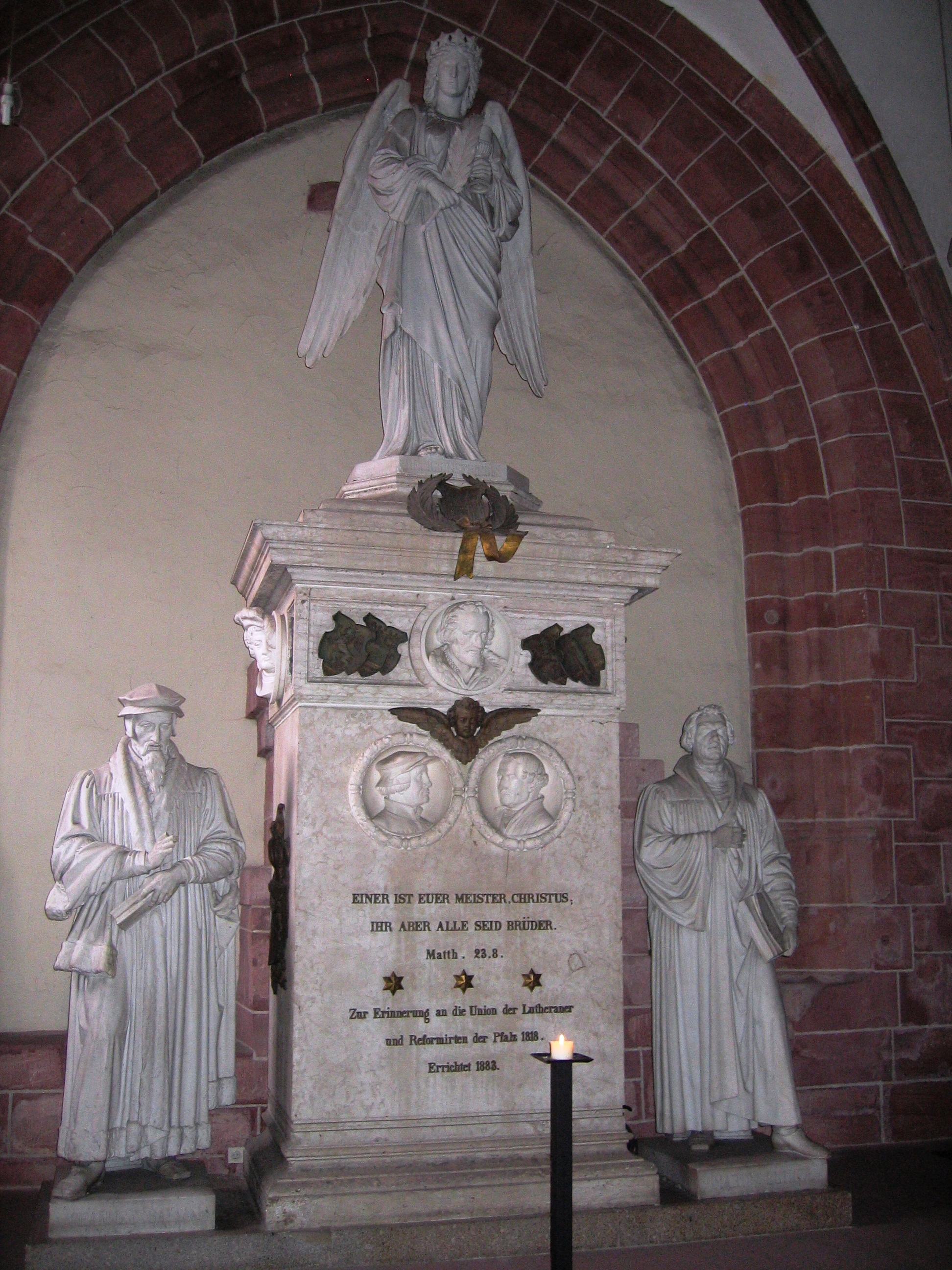
Unionsdenkmal; links: Johannes Calvin, rechts: Martin Luther

Das Gebiet der heutigen Pfalz gehörte im Heiligen Römischen Reich zu mehreren Territorien. Der größte Teil gehörte zum Kurfürstentum Pfalz. Hier hatte sich in der Reformation die reformierte Richtung durchgesetzt. Nach dem Wiener Kongress 1815 wurde die heutige Pfalz als Teil des Königreichs Bayern gebildet, in die auch bisher lutherisch geprägte Gebiete eingegliedert wurden. Innerhalb dieses geschlossenen linksrheinischen Gebiets, das unter der Bezeichnung Rheinkreis, ab 1837 Pfalz (auch Rheinpfalz) geführt wurde, gab es fortan reformierte und lutherische Gemeinden. 
Vor diesem Hintergrund veranlasste Bayern Anfang 1818 eine Befragung der Gemeinden mit dem Ziel herauszufinden, ob eine Union der lutherischen und reformierten Gemeinden möglich sei. Die Gemeinden befürworteten das mehrheitlich, so dass vom 2. bis 16. August 1818 in Kaiserslautern eine Generalsynode die Union der lutherischen und reformierten Gemeinden beschloss. Die neue Kirche nannte sich Vereinigte Protestantisch-Evangelisch-Christliche Kirche der Pfalz, die jedoch zunächst noch dem Konsistorium in München unterstand. In Bayern diesseits des Rheins erwies sich eine Vereinigung dagegen nicht als möglich. Das führte dazu, dass die Vereinigte Protestantisch-Evangelisch-Christliche Kirche der Pfalz 1848 vom Konsistorium in München rechtlich unabhängig wurde und ein eigenes Konsistorium mit Sitz in Speyer erhielt.

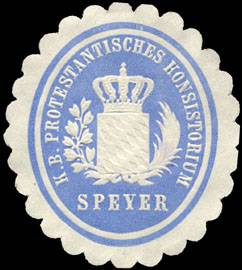
Siegelmarke des Protestantischen Konsistoriums zu Speyer

Oberhaupt der pfälzischen Kirche war der jeweilige König von Bayern als summus episcopus. Die Verwaltungsbehörde, das Oberkonsistorium in München, später das Konsistorium in Speyer, wurde von einem Präsidenten bzw. Direktor geleitet. Nach dem Ersten Weltkrieg musste der König in Bayern abdanken (Ende des landesherrlichen Kirchenregimentes). Als Oberhaupt fungierte daher zunächst der Konsistorialdirektor. Dann erhielt die pfälzische Landeskirche 1920 eine neue Verfassung. Mit der Verfassungsänderung von 1920 war das Oberhaupt forthin der Kirchenpräsident. Die Verwaltungsbehörde wurde in Landeskirchenamt umbenannt.
Bei den Presbyter- und Synodalwahlen im März und Juli 1933 neu gewählte Synode gewannen Vertreter und Sympathisanten der Deutschen Christen, die auch die offiziellen kirchlichen Organe besetzten, weshalb Anhänger der Bekennenden Kirche die pfälzische Kirche zu den zerstörten Kirchen zählten. 1934 wählte die Synode Pfarrer Ludwig Diehl (1894–1982) in das neu geschaffene Leitungsamt eines „Landesbischofs“ und übertrug ihm umfassende Vollmachten, die eigentlich ihr oblagen. Die pfälzische Synode stimmte für die Verschmelzung der Landeskirche mit der deutsch-christlich dominierten Deutschen Evangelischen Kirche.
Nach der territorialen Zerschlagung der Evangelischen Kirche A. B. von Elsass und Lothringen 1940 unterstellte die deutsche Besatzungsverwaltung die lutherischen Kirchengemeinden im CdZ-Gebiet Lothringen der pfälzischen Kirche, bis das alliierte Vordringen 1944 dem ein Ende machte.
Das autoritäre Amt des Landesbischofs wurde 1946 wieder aufgehoben. Nach einer neuerlichen Überarbeitung der Verfassung 1976 nahm die pfälzische Kirche 1978 nach heftigen Debatten ihren heutigen Namen Evangelische Kirche der Pfalz (Protestantische Landeskirche) an.

## Leitung der Landeskirche

### Kirchenpräsident

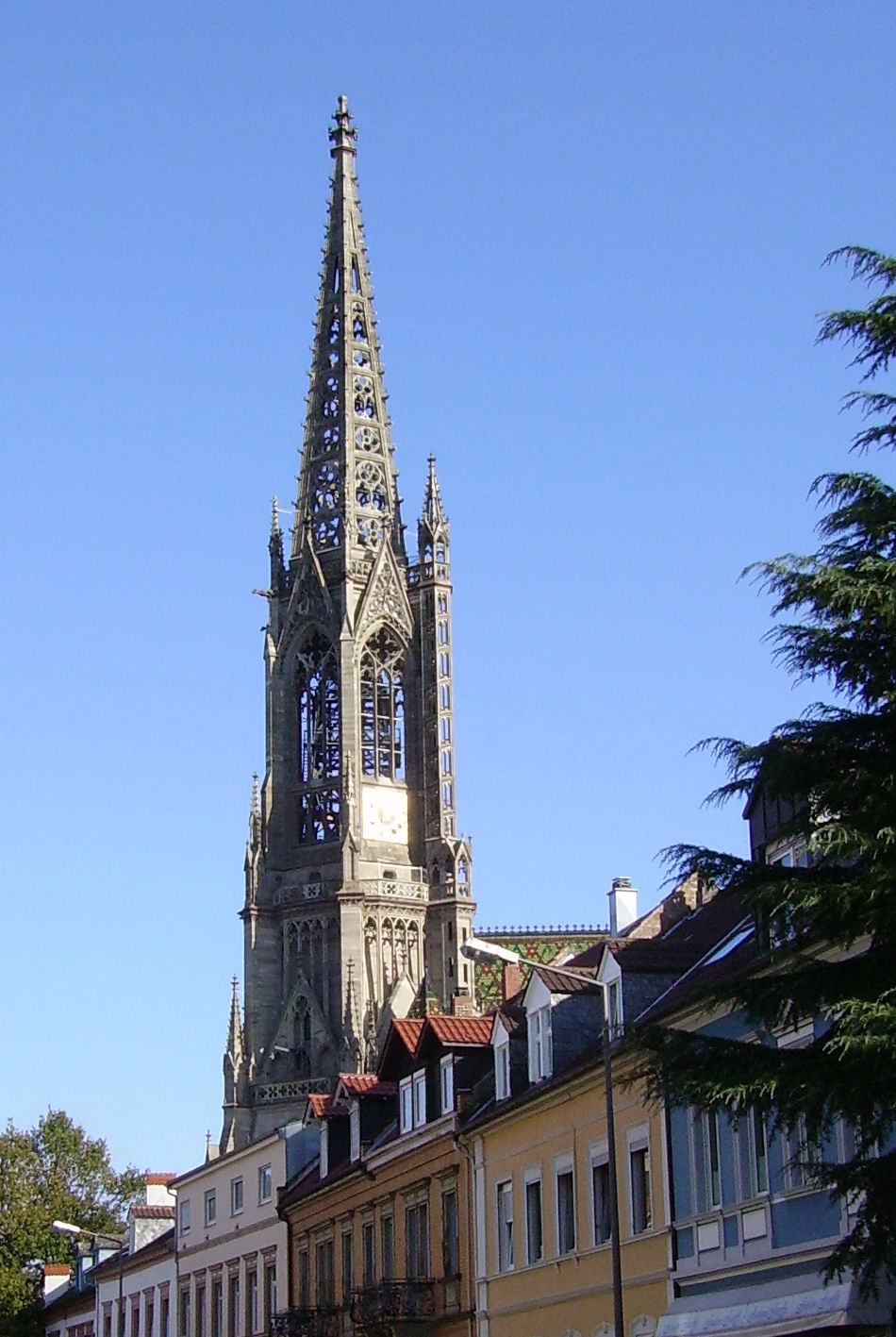
Hauptkirche: Gedächtniskirche (Speyer)

An der Spitze der Evangelischen Kirche der Pfalz (Protestantische Landeskirche) steht der Kirchenpräsident, der von der Landessynode auf sieben Jahre gewählt wird. Seine Amtszeit endet in der Regel mit der Vollendung seines 65. Lebensjahres. In der pfälzischen Kirche ist die Wahl des leitenden Geistlichen nicht auf den Kreis der Pfarrer und Pfarrerinnen (also der Ordinierten) beschränkt.

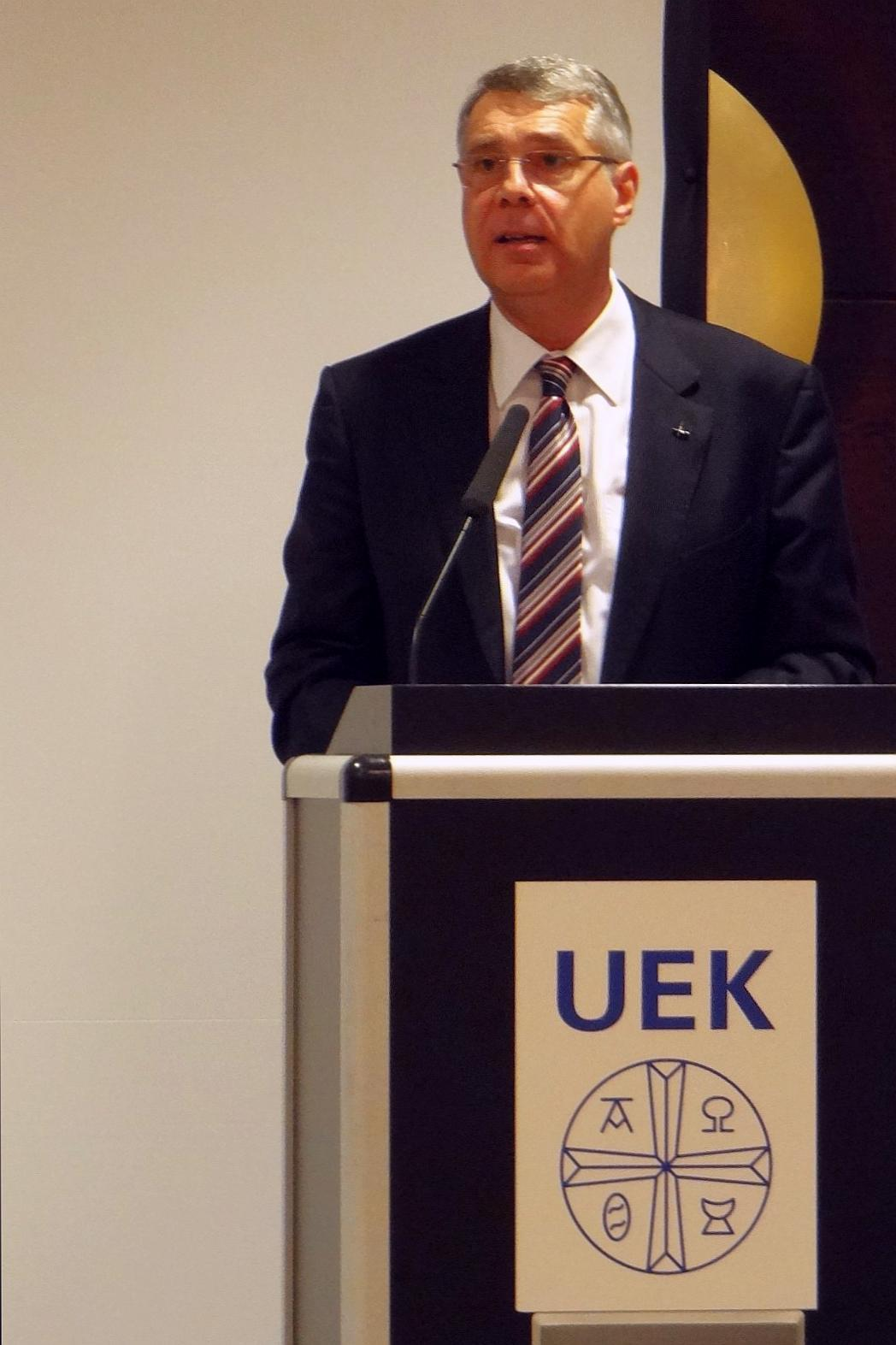
Christian Schad, Kirchenpräsident von 2008 bis 2021

Der 2008 gewählte und 2015 wiedergewählte Christian Schad kündigte 2020 an, dass er sein Amt zum Februar 2021 vorzeitig aufgeben werde. Zu seiner Nachfolgerin wurde am 19. September 2020 Oberkirchenrätin Dorothee Wüst gewählt. Sie wurde am 14. Februar 2021 in der Speyerer Gedächtniskirche in ihr Amt eingeführt, das sie seit dem 1. März 2021 offiziell innehat.

### Konsistorialdirektoren und Kirchenpräsidenten
- 1848–1850: Wilhelm Bettinger, Konsistorialdirektor
- 1851–1861: Carl Eugen Prinz, Konsistorialdirektor
- 1861–1886: Johann Ludwig Glaser, Konsistorialdirektor
- 1886–1896: Theodor Michael von Wand, Konsistorialdirektor
- 1896–1915: Ludwig von Wagner, Konsistorialdirektor
- 1915–1930: Karl Fleischmann, Konsistorialdirektor, ab 1921 Kirchenpräsident
- 1930–1934: Jakob Keßler, Kirchenpräsident
- 1934–1945: Ludwig Diehl, Landesbischof
- 1946–1964: Hans Stempel, Kirchenpräsident
- 1964–1969: Theodor Schaller, Kirchenpräsident
- 1969–1975: Walter Ebrecht, Kirchenpräsident
- 1975–1988: Heinrich Kron, Kirchenpräsident
- 1988–1998: Werner Schramm, Kirchenpräsident
- 1998–2008: Eberhard Cherdron, Kirchenpräsident
- 2008–2021: Christian Schad, Kirchenpräsident
- seit 2021: Dorothee Wüst, Kirchenpräsidentin

### Landessynode

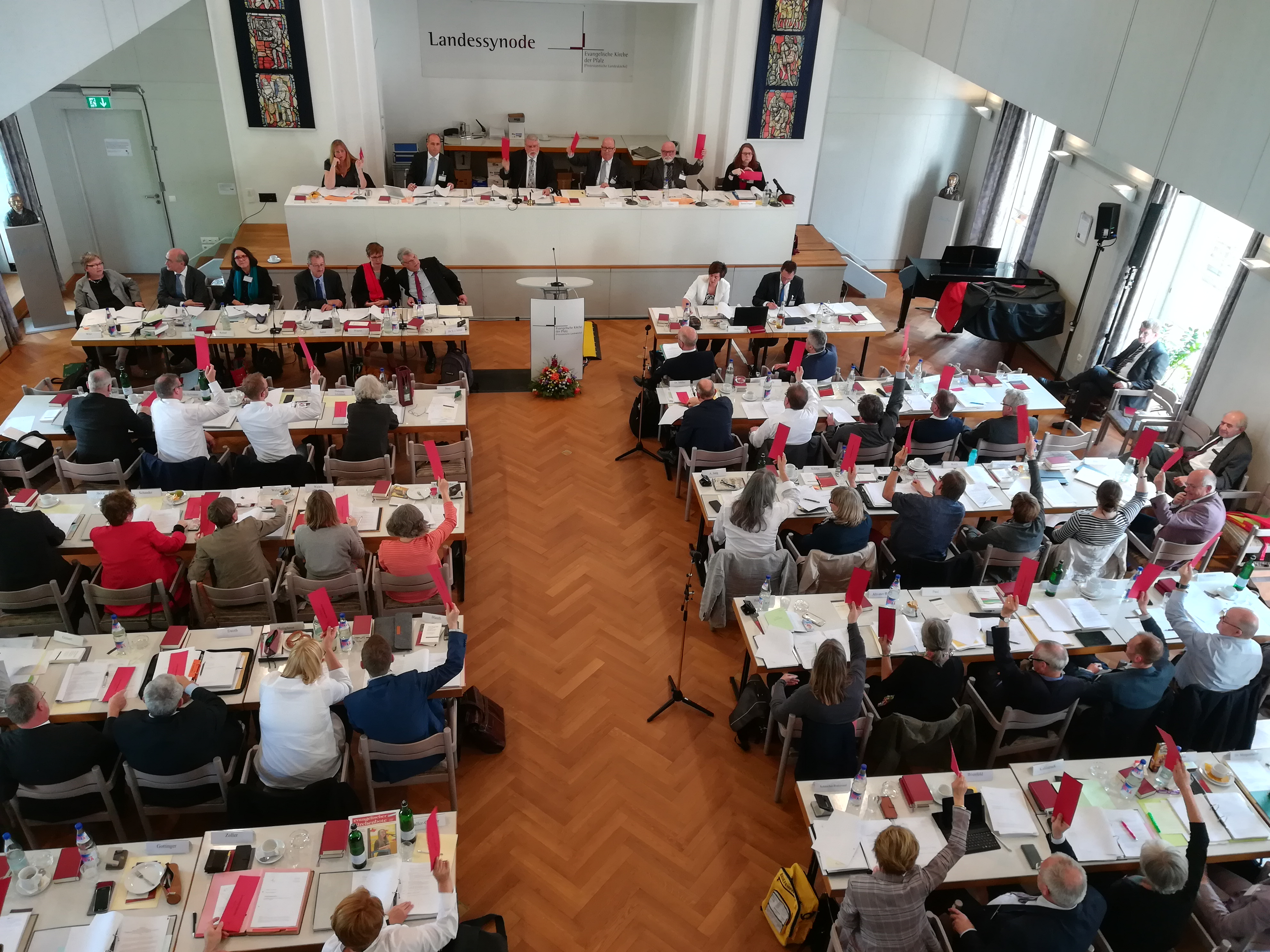
Sitzung der Landessynode

Geleitet wird die Landeskirche von der Landessynode. Deren Mitglieder, die Synodalen, werden von den Kirchenbezirken auf sechs Jahre gewählt. Sie ist das oberste Beschlussgremium der Kirche und arbeitet ähnlich einem Parlament. Außerhalb ihrer Tagungen liegt die Leitung der Kirche bei der aus 14 Personen bestehenden Kirchenregierung, in der die Kirchenpräsidentin oder der Kirchenpräsident den Vorsitz führt. Vorsitzender der Landessynode ist deren Präsident oder Präsidentin.
Präsidenten der Landessynode
- 1920: Friedrich Gerichten (1856–1940)
- 1921–1932: Richard Müller-Mattil
- 1934: Heinrich Engel (1890–1934) und Fritz Wambsganß (1886–1979)
- 1946–1961: Julius Cappel (1890–1961)
- 1961–1978: Fritz Schneider
- 1979–1996: Gustav-Adolf Bähr
- 1997–2002: Hans Kaden (* 1938)
- 2003–2014: Henri Franck (* 1959)
- 2015–:0000 Hermann Lorenz

## Verwaltung der Landeskirche

### Landeskirchenamt und Verwaltungshierarchie
Der Kirchenpräsident hat seinen Amtssitz in Speyer. Er ist Vorsitzender des Landeskirchenrats, der obersten Leitungs- und Verwaltungsbehörde der Landeskirche. Ihm gehören neben dem Kirchenpräsidenten noch sein Stellvertreter sowie weitere geistliche und weltliche Oberkirchenräte an. Daneben gibt es noch die Kirchenregierung, der der Kirchenpräsident als Vorsitzender, dessen Stellvertreter, das dienstälteste geistliche und weltliche Mitglied des Landeskirchenrats sowie elf Mitglieder der Landessynode angehören. Die Kirchenregierung leitet und verwaltet die Landeskirche im Auftrag der Landessynode.
In der Verwaltungshierarchie ist die Landeskirche von unten nach oben wie folgt aufgebaut:
An der Basis stehen die Kirchengemeinden als Körperschaften des öffentlichen Rechts mit gewählten Kirchenvorständen, den Presbyterien. Die Mitglieder des Presbyteriums heißen Presbyter. Mehrere Kirchengemeinden bilden zusammen einen Kirchenbezirk (auch Dekanat genannt) (in der allgemeinen Verwaltung einem Landkreis vergleichbar), an dessen Spitze ein Dekan steht. Die Kirchenbezirke sind ebenfalls Körperschaften des öffentlichen Rechts und haben als Gremium die Bezirkssynode, deren Mitglieder von den jeweiligen Kirchengemeinden bestellt bzw. berufen werden, sowie einen Bezirkskirchenrat.
Die Kirchenbezirke bilden zusammen die Landeskirche (in der allgemeinen Verwaltung dem Bundesland vergleichbar). Eine mittlere Ebene (in der allgemeinen Verwaltung einem Regierungsbezirk vergleichbar) gibt es bei der Evangelischen Kirche der Pfalz (Protestantische Landeskirche) nicht.

### Kirchenbezirke

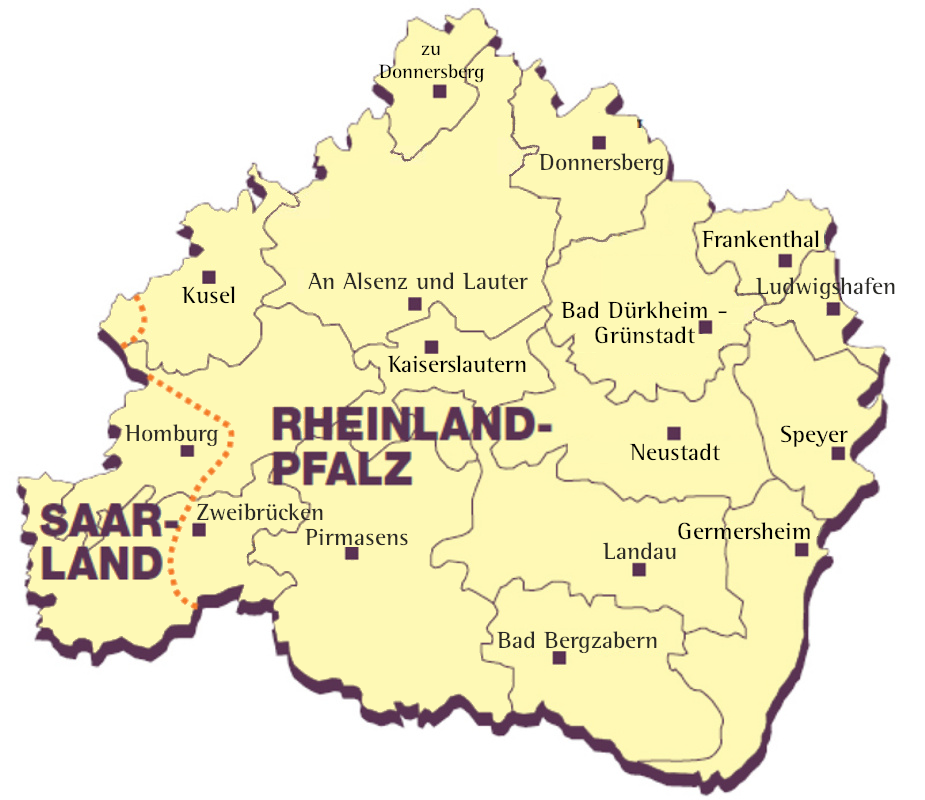
Die Dekanate im Jahr 2017

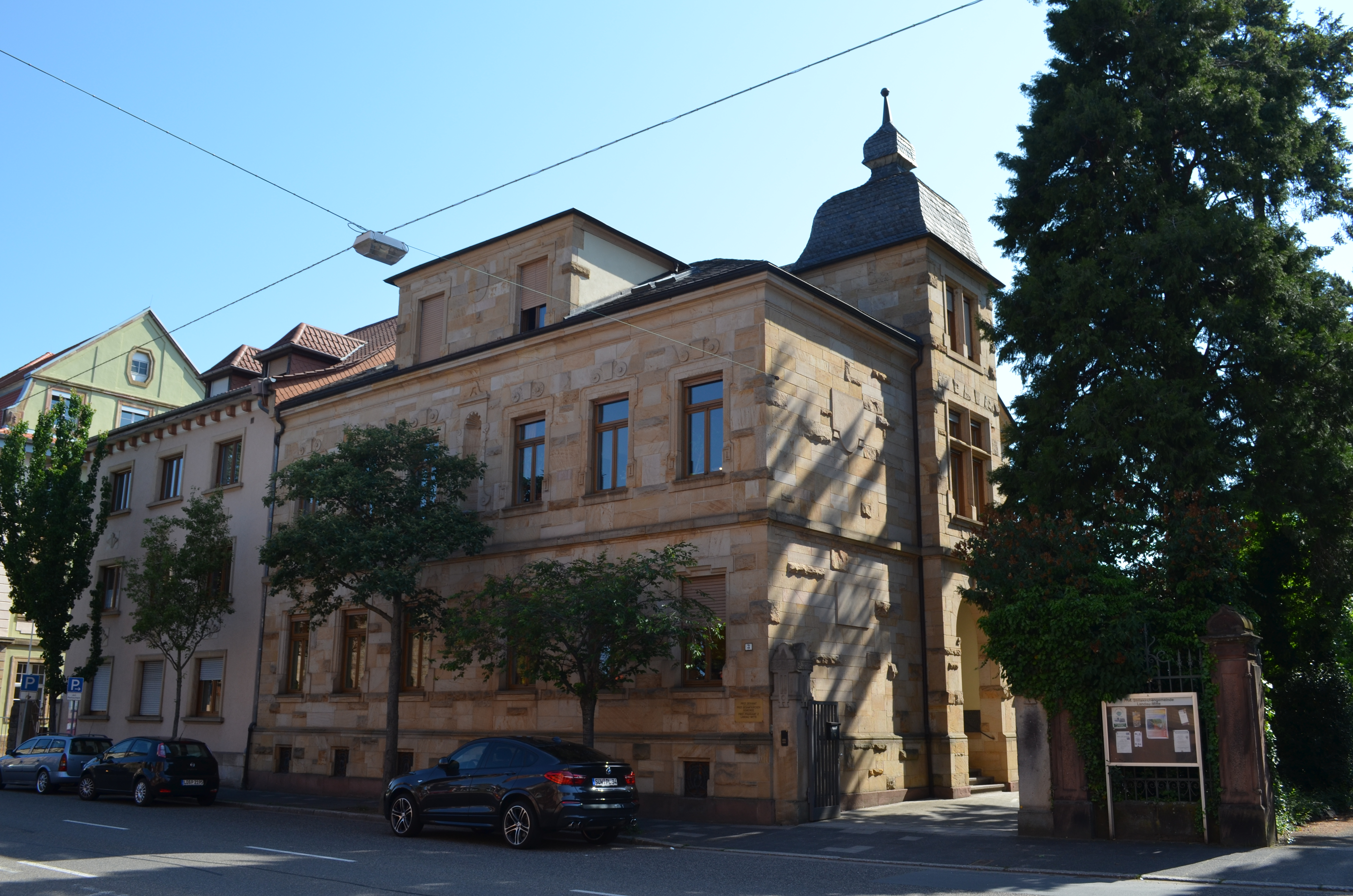
Dekanat Landau

- „An Alsenz und Lauter“
- Bad Bergzabern
- Bad Dürkheim-Grünstadt
- Donnersberg
- Frankenthal
- Germersheim
- Homburg
- Kaiserslautern
- Kusel
- Landau
- Ludwigshafen
- Neustadt
- Pirmasens
- Speyer
- Zweibrücken

### Kirchengemeinden
Die 15 Kirchenbezirke (Dekanate) bestehen aus 402 Kirchengemeinden, davon 32 im Saarland. Diese Zahl war bei Bildung der Kirchengemeinden geringer. Im Laufe der folgenden Jahre hat sich die Zahl jedoch erhöht, indem meist in Städten durch Zuzüge die Kirchengemeinden so groß wurden, dass man sie aufteilte und damit neue Kirchengemeinden entstanden. Aufgrund zurückgehender Gemeindemitgliederzahlen verringerte sich die Zahl der Gemeinden im Rahmen organisatorischer Zusammenschlüsse in den Jahren 2011 bis 2015 um 22 Kirchgemeinden.

## Gesangbücher
Die Gemeinden der Evangelischen Kirche der Pfalz (Protestantische Landeskirche) singen bzw. sangen in den letzten Jahrzehnten vor allem aus folgenden Gesangbüchern:
- Gesangbuch zum gottesdienstlichen Gebrauche für protestantisch-evangelische Christen. Speyer, 1823; eingeführt nach Genehmigung von König Max Joseph vom 15. September 1822, im Januar 1823.
- Evangelisch-protestantisches Gesangbuch für Kirche und Haus. Speier, eingeführt zu Ostern 1859, jedoch am 19. April 1861 bereits wieder aus dem Verkehr gezogen.
- Gesangbuch für die vereinigte protestantisch-evangelische christliche Kirche der Pfalz. Speyer, 1861?
- Evangelisches Kirchengesangbuch. Ausgabe für die Vereinigte, protestantisch-evangelische, christliche Kirche der Pfalz, Speyer, eingeführt auf Beschluss der Pfälzischen Landessynode vom Mai 1951 im Jahre 1952.
- Evangelisches Gesangbuch. Ausgabe für die Evangelische Kirche der Pfalz (Protestantische Landeskirche), Speyer, 1994, eingeführt im Advent 1994. Bei dieser Ausgabe gibt es einen gemeinsamen Regionalteil mit den Evangelischen Kirchen in Baden, im Elsass und Lothringen